# Embonui
Embonui és un poble del terme municipal de Soriguera, de la comarca del Pallars Sobirà, dins del territori de l'antic municipi de Soriguera.
Està situat a l'extrem nord del terme municipal, a prop i al sud-est de Sort i al nord-oest de Vilamur.
Formen el poble Cal Josep, Ca l'Ametlló, Cal Cameta i Cal Torà.

## Etimologia
Segons Joan Coromines, Embonui és un topònim d'origen cèltic, afí a d'altres existents a la zona d'Aquitània. Es tracta de l'arrel Senipon-, amb l'afegitó del sufix -ui, molt present a topònims pirinencs. Coromines no dona el significat d'aquests ètims.

## Història

### Edat moderna
El 1553 Bonui enregistrava 2 focs civils i cap d'eclesiàstic (uns 10 habitants).

### Edat contemporània
Pascual Madoz dedica un article breu del seu Diccionario geográfico... a Embonui (Embonuy). Diu Madoz que és un llogaret que depèn de Vilamur, situat en el vessant d'una muntanya molt alta. La combaten tots els vents, especialment els del nord i de l'oest, i el seu clima és fred; produeix comunament inflamacions i pulmonies. Tenia en aquell moment 6 cases i l'església de Santa Eugènia, annexa de la parròquia de Vilamur. Les terres són fluixes, muntanyoses i pedregoses. S'hi collia blat, sègol, patates i fenc. S'hi criaven ovelles, vaques i mules, i hi havia caça de perdius, conills i llebres. Els seus habitants es comptabilitzaven amb Vilamur.

## Demografia[5]
| 1920 | 1930 | 1940 | 1950 | 1960 | 1970 | 1981 | 1991 | 2000 | 2002 | 2004 | 2006 | 2008 | 2010 | 2011 |
| ---- | ---- | ---- | ---- | ---- | ---- | ---- | ---- | ---- | ---- | ---- | ---- | ---- | ---- | ---- |
| 21   | 23   | 28   | 18   | 16   | 18   | 14   | 13   | 13   | 13   | 13   | 9    | 12   | 12   | 12   |